# Заря (шхуна)
Эта статья посвящена шхуне «Заря» полярной экспедиции Толля 1900—1902 годов. О советской немагнитной шхуне «Заря» см. Заря (немагнитная шхуна).
Шхуна «Заря» (Яхта «Заря») — судно, на котором была совершена Русская полярная экспедиция под руководством барона Э. В. Толля в 1900—1902 годах.
Целью экспедиции было изучение морских течений в Карском и Восточно-Сибирском морях Северного Ледовитого океана, а также исследование уже известных и поиск новых островов в этой части Арктики, а в случае удачи — открытие «большого материка» («Арктиды», Земли Санникова).

## Подготовка судна
На приобретение судна Российским правительством было ассигновано 60 000 рублей. В 1899 году в Норвегии был приобретён трёхмачтовый зверобойный барк «Харальд Харфагер» (норв. Harald Harfager). Это судно рекомендовал Толлю Фритьоф Нансен как подобное знаменитому «Фраму».

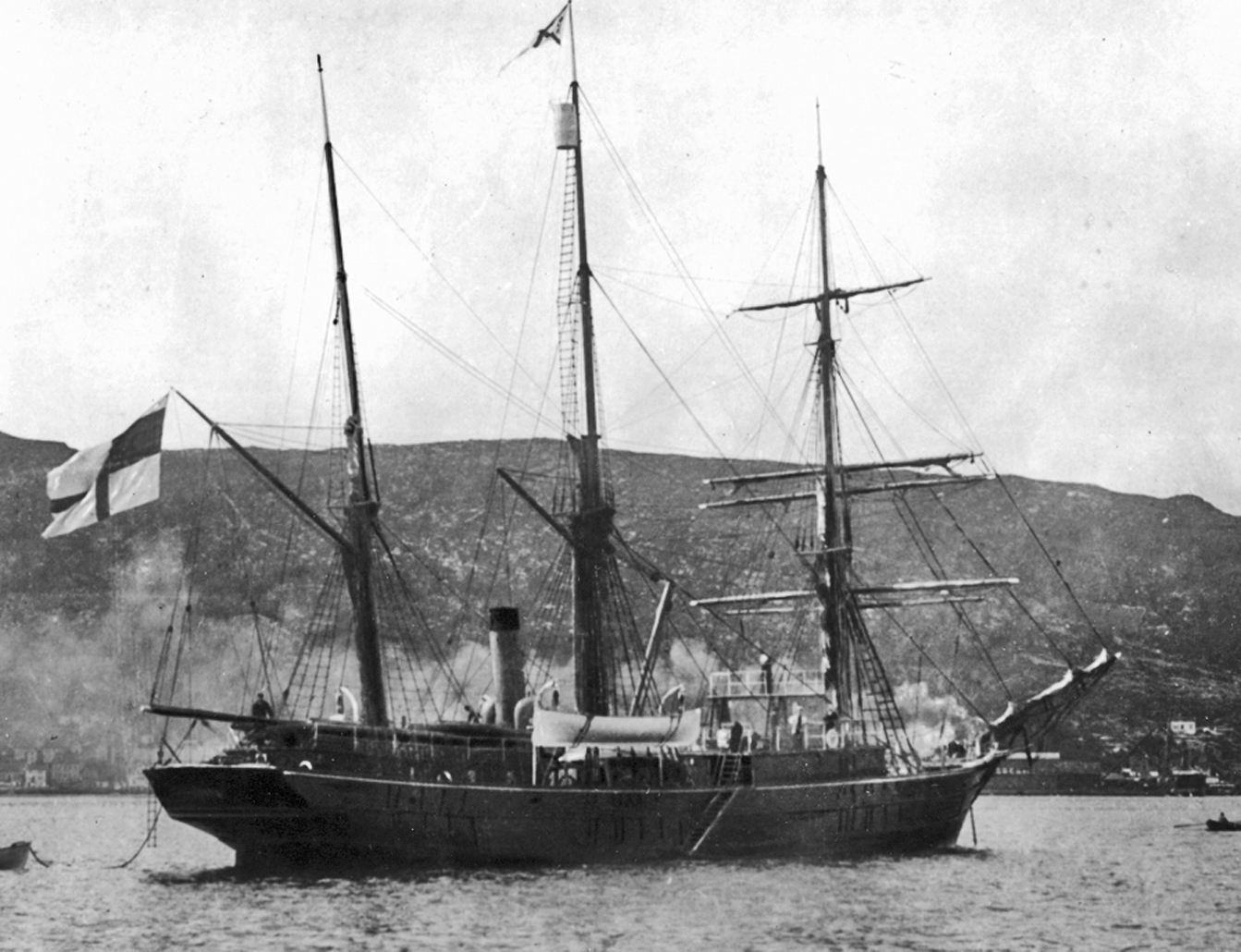
Шхуна экспедиции Толля «Заря» в Норвегии, 1899 г.

Заново проконопаченный и отремонтированный, обшитый новым противоледовым поясом барк переводят на верфь Колина Арчера в порт Ларвик. Здесь на «Заре» полностью перестроили все помещения, которые должны были быть приспособлены для проведения экспедиций в Арктике. Промежуточные межпалубные переборки были заменены новыми, а между фок- и грот-мачтами была возведена палубная надстройка с семью каютами для членов экипажа. С точки зрения отечественной океанологии «Заря» ознаменовала начало нового этапа в этой науке: это было первое в России научно-исследовательское судно для проведения морских комплексных исследований, полностью переоборудованное для выполнения специальных работ в арктических условиях.
В связи с тем, что в экспедицию снаряжались всего 7 палубных матросов, значительной переделке подверглось парусное вооружение, прямые паруса оставили лишь у фок-мачты. Уменьшилась площадь парусов и увеличилась зависимость судна от запасов угля. В итоге, после реконструкции парусному вооружению судно стало соответствовать типу шхуна-барк или баркентина.

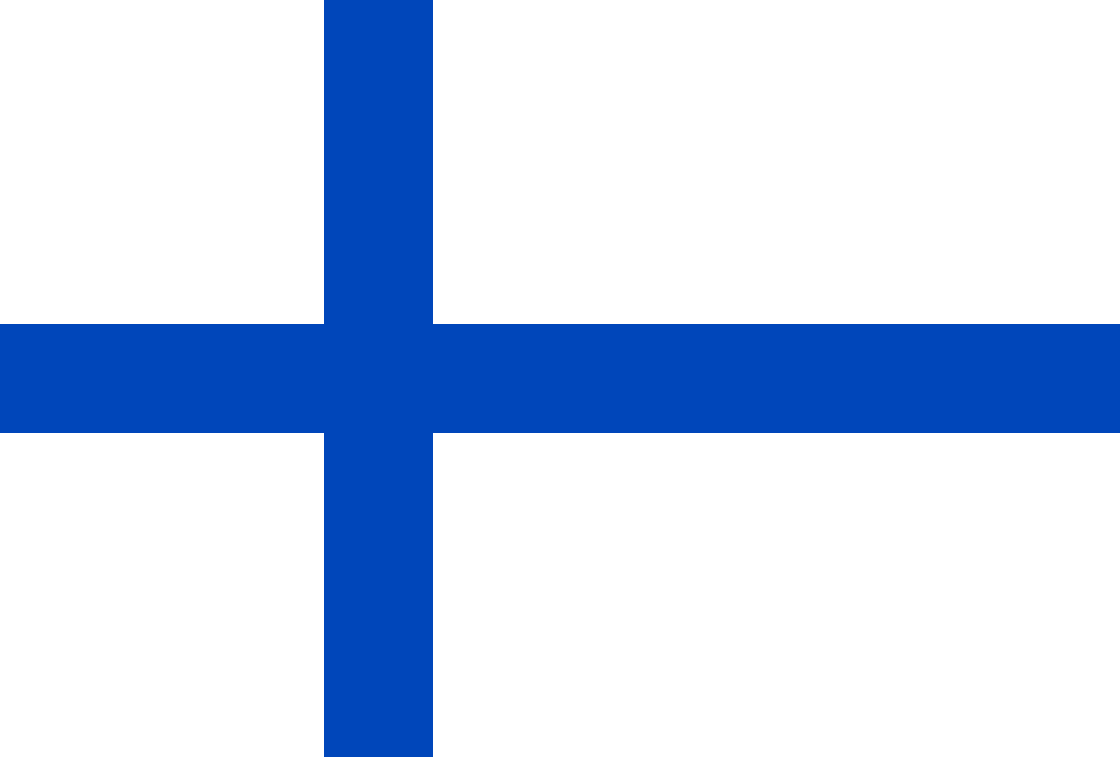
Шхуна «Заря» совершила плавание под флагом Санкт-Петербургского яхт-клуба «Невский флот» вместо российского флага.
Современный флаг Финляндии основан на этом флаге.

Поскольку «Заря» отправлялась в рейс под флагом Невского яхт-клуба, она получила статус яхты. После завершения работ в октябре 1899 года «Зарю» осмотрело норвежское бюро «Веритас» и выдало аттестат дальнего плавания на три года.

## Состав экспедиции

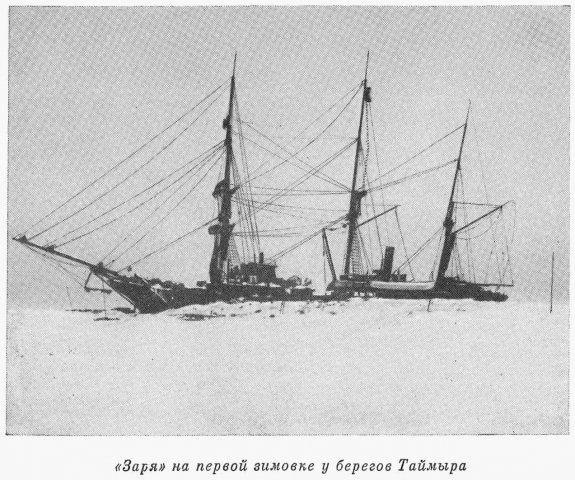
«Заря» на первой зимовке у берегов Таймыра
1900-1901 гг.

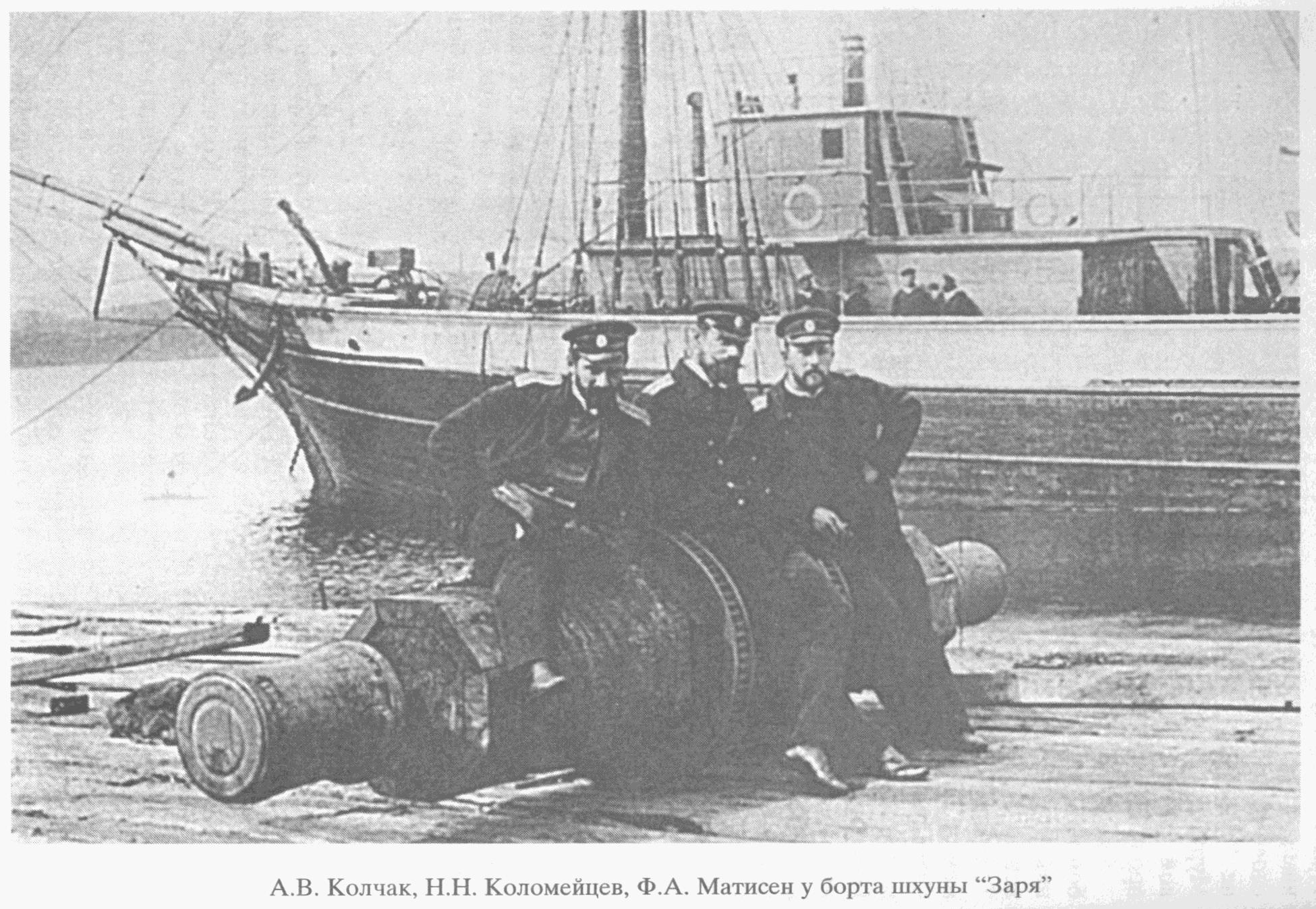
Члены экспедиции Толля лейтенанты А. В. Колчак, Н. Н. Коломейцев, Ф. А. Матисен у борта шхуны «Заря»

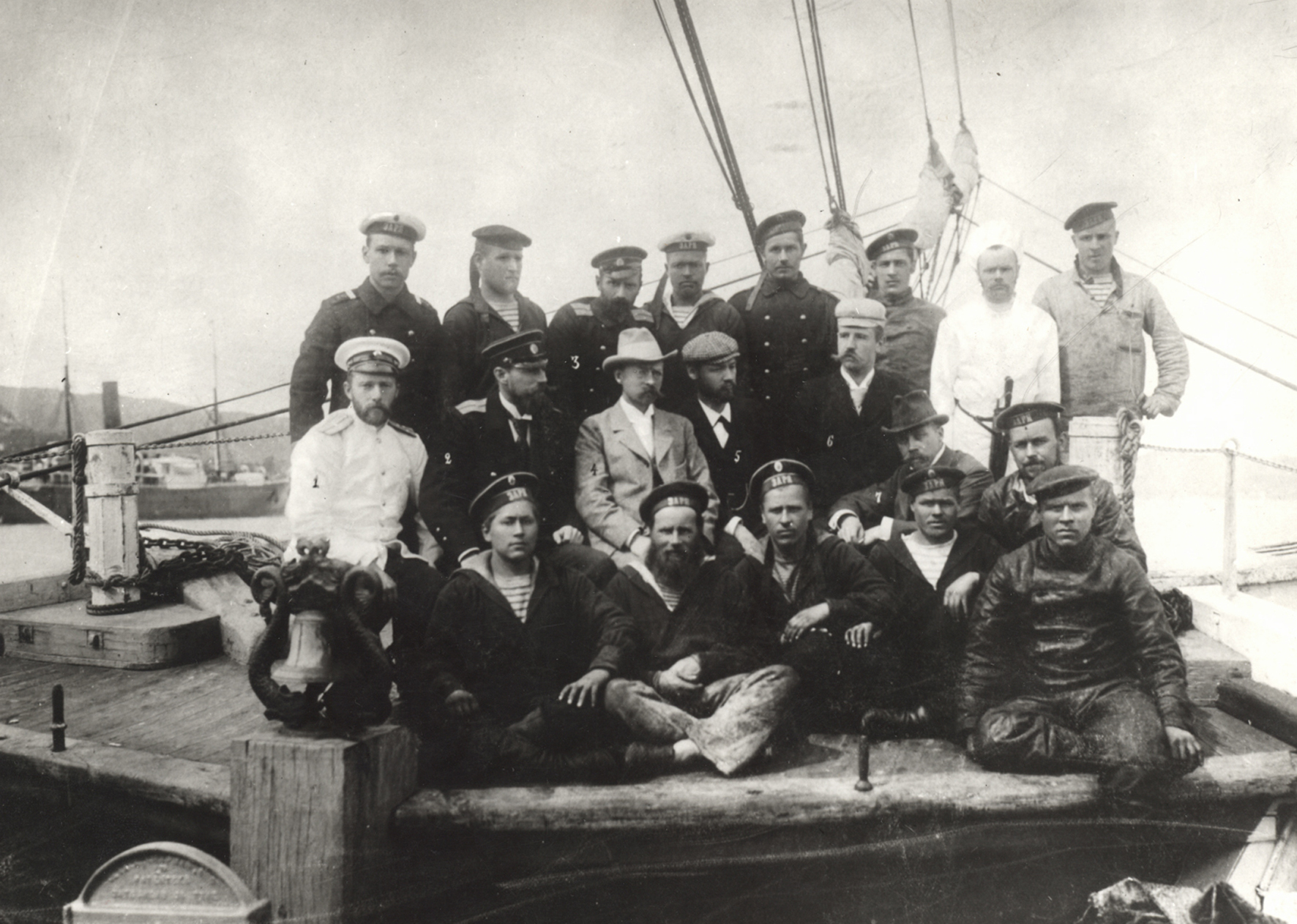
Участники экспедиции Толля на борту шхуны «Заря». В верхнем ряду: третий слева над Толлем — Колчак(3).
Второй ряд: Н. Н. Коломийцев, Ф. А. Матисен, Э. В. Толль, доктор экспедиции Г. Вальтер(7), астроном Ф. Зееберг(6), Бяльницкий(5).

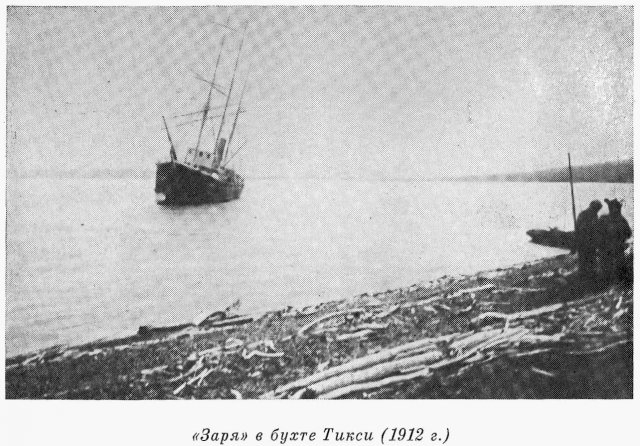
Шхуна экспедиции Толля «Заря» в бухте Тикси, 1912 год.

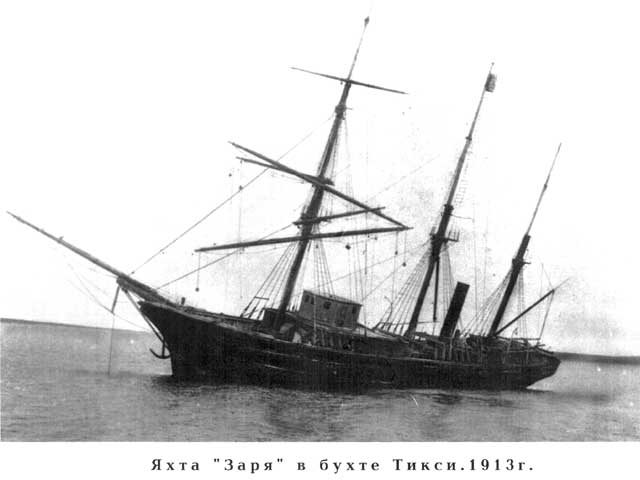
Шхуна экспедиции Толля «Заря» в бухте Тикси, 1913 год.

Остатки шхуны экспедиции Толля «Заря» в бухте Тикси, 1933 год.

Возглавил команду шхуны «Заря» лейтенант флота Российского Н. Н. Коломейцев. Её научный «костяк» образовали: начальник экспедиции и геолог барон Э. В. Толль; геодезист, метеоролог и фотограф Ф. А. Матисен; гидрограф, гидролог, магнитолог, гидрохимик и картограф А. В. Колчак; зоолог и фотограф А. А. Бялыницкий-Бируля; астроном и магнитолог Ф. Г. Зееберг; врач-бактериолог и зоолог Г. Э. Вальтер.
В команду вошли также боцман Никифор Бегичев, старший машинист Эдуард Огрин, матросы Семён Евстифеев, Сергей Толстов, Алексей Семяшкин (впоследствии заменён Петром Стрижёвым), Иван Малыгин (заменен Степаном Расторгуевым), Василий Железняков, Николай Безбородов, второй машинист Эдуард Ширвинский, старший кочегар Иван Клюг, второй кочегар Гавриил Пузырёв, третий кочегар Трифон Носов, повар Фома Яскевич.

## Плавание
21 июня 1900 года «Заря» снялась с якоря в Санкт-Петербурге с 20 членами экипажа на борту. 24 июля судно прибыло в Александровск-на-Мурмане (ныне Полярный) и в августе вышло в Карское море. Осенью «Заря» была на 24 дня блокирована льдами в заливе Миддендорфа. Толль назвал этот залив в честь своего родственника, учителя, известного учёного и исследователя Таймыра — Александра Фёдоровича Миддендорфа. Первая зимовка прошла у берегов Таймырского полуострова.
В апреле 1901 года в результате разногласий с Толлем лейтенант Коломейцев в сопровождении Степана Расторгуева покинул судно. За 40 дней двое экспедиционеров прошли около 800 километров к реке Гольчихе (Енисейская губа) и затем благополучно добрались до Петербурга. По пути они открыли впадающую в Таймырский залив реку Коломейцева, а в Пясинском заливе — остров Расторгуева (один из Каменных островов).
Новым капитаном «Зари» стал Матисен.

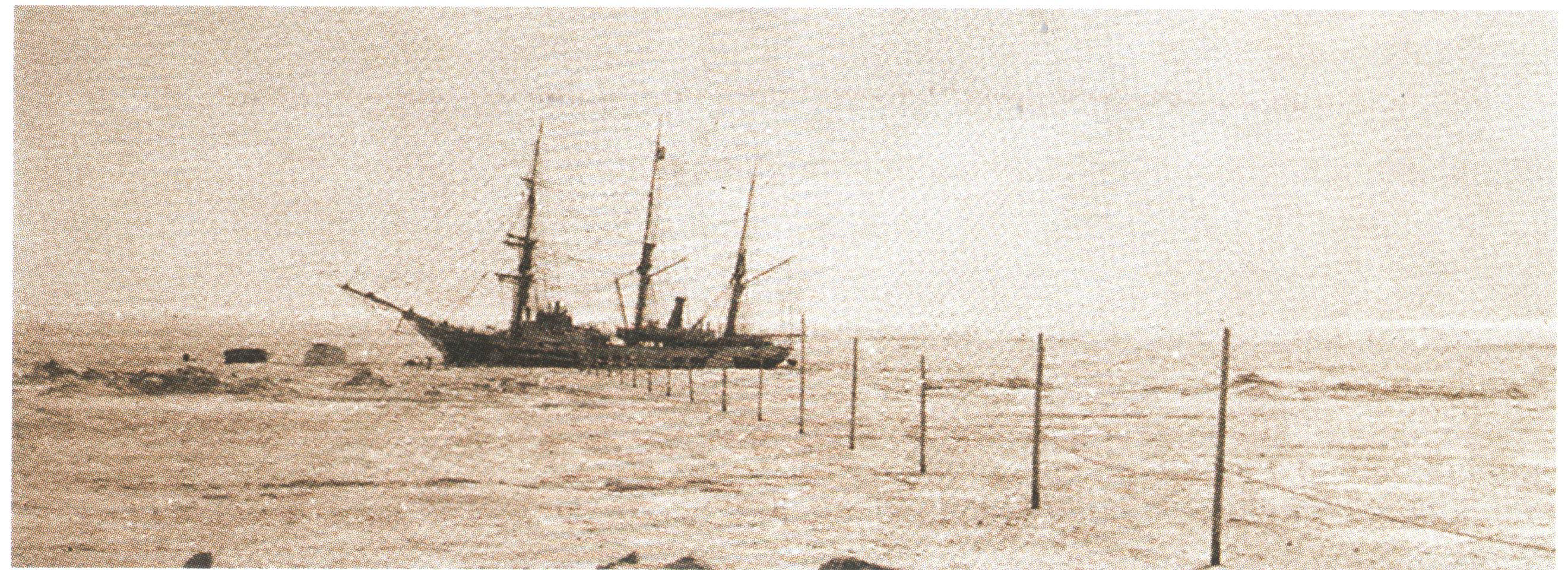
Яхта «Заря» в лагуне Нерпалах, 1 декабря 1901 г.

Летом 1901 года экспедиция обследовала Таймыр. 25 августа «Заря» направилась на поиски Земли Санникова, однако уже 9 сентября наткнулась на пояс мощных льдов. Вторая зимовка состоялась в Нерпичьей бухте.
В мае 1902 года начинается подготовка санно-шлюпочного перехода на остров Беннетта (один из островов Де-Лонга), и 5 июля 1902 года Толль покинул «Зарю» в сопровождении астронома Фридриха Зееберга и зверопромышленников Василия Горохова (якутск. Омук) и Николая Дьяконова (по иным источникам — Протодьяконова, эвенкск. Багылай Чичах).
Планировалось, что «Заря» подойдёт к острову Беннетта два месяца спустя. 13 июля партия Э. Толля на собачьих упряжках достигла мыса Высокого на острове Новая Сибирь. 3 августа на байдарках они достигли острова Беннетта.
Из-за тяжёлой ледовой обстановки «Заря» не смогла подойти к острову Беннетта в назначенный срок и получила серьёзные повреждения, делавшие невозможным дальнейшее плавание. В сентябре 1902 года лейтенант Матисен был вынужден увести судно в бухту Тикси, где шхуна была выброшена на мель.
Академия наук России обратилась к купчихе А. И. Громовой, которая имела пароход «Лена», с просьбой спасти членов экспедиции, получив взамен остатки шхуны. Пароход сделал несколько рейсов в Тикси, вывез людей и кое-какое снаряжение со шхуны. Всё имущество с «Зари» было погружено в склады Громовой в Якутске. Экипаж «Зари» на рейсовом судне по Лене прибыл в Якутск и уже в декабре 1902 года был в Петербурге.
Известно, что группа Толля, не дождавшись «Зари», приняла решение самостоятельно двигаться на юг в сторону континента, однако дальнейшие следы этих четырёх человек поныне не обнаружены.
«Заря» осталась в бухте Тикси западнее северной оконечности острова Бруснева и было продано судоходной компании А. И. Громовой. В 1915 году на судне вспыхнул пожар, и оно сгорело до уровня ватерлинии. Деревянный корпус судна намертво прирос к грунту и стал своего рода основанием нефтяного причала, используемого в Тикси и сегодня.

## Память
В честь корабля названы остров, полуостров и пролив.